# Dołna Kabda
Dołna Kabda (bułg. Долна Кабда) – wieś w Bułgarii, w obwodzie Tyrgowiszte, w gminie Popowo. W 2024 roku liczyła 179 mieszkańców.